# بوليفار أوروتيا باريلا
العقيد بوليفار أوروتيا باريلا (1 ديسمبر 1918–2 يونيو 2005) هو ضابط عسكري بنمي،شغل منصب رئيس بنما من 11 أكتوبر 1968 حتى 18 ديسمبر 1969،ونصب هو وخوسيه ماريا بينيلا فابريجا كرئيسين مشتركين في الحكم،وقادا انقلابًا عسكريًا ضد الرئيس أرنولفو آرياس.